# Sanniki (rejon smoleński)
Sanniki (ros. Санники) – wieś (ros. деревня, trb. dieriewnia) w zachodniej Rosji, centrum administracyjne osiedla wiejskiego Pionierskoje rejonu smoleńskiego w obwodzie smoleńskim.

## Geografia
Miejscowość położona jest w dorzeczu Upokoja, przy drodze regionalnej 66K-22 (Szczeczenki – Monastyrszczina), 17 km od drogi federalnej R135 (Smoleńsk – Krasnyj – Gusino), 22 km od drogi federalnej R120 (Orzeł – Briańsk – Smoleńsk – Witebsk), 34 km od drogi magistralnej M1 «Białoruś», 28 km od Smoleńska, 27,5 km od najbliższego przystanku kolejowego (Katyń).
W granicach miejscowości znajdują się ulice: Centralnaja, Mołodiożnaja, Zariecznaja.

## Demografia
W 2010 r. miejscowość zamieszkiwało 267 osób.